# I kissed a Girl (2008)
|  | Per a altres significats, vegeu «I kissed a Girl (1995)». |

I kissed a Girl és una cançó de l'any 2008 interpretada per la cantant estatunidenca Katy Perry, inclosa al seu àlbum debut One of the Boys. Amb una combinació de pop i electrorock, la cançó va esdevenir un èxit comercial i mediàtic, arribant al número u en les llistes de vendes de 15 països. La lletra provocadora de la cançó i la temàtica de la curiositat sexual femenina van atraure l'atenció pública.
Amb un to provocador, la cançó va destacar per la combinació d'estètica bubblegum pop amb un tema considerat atrevit per l'època. La cançó descriu l’experiència d’una noia que, tot i tenir parella, besa una altra noia per curiositat, en un ambient festiu i desinhibit. Frases com I hope my boyfriend don't mind (en català: 'espero que al meu xicot no li molesti') i It felt so wrong, it felt so right (en català: 'semblava tan incorrecte, però alhora tan encertat') van reflectir aquest enfocament, que va generar controvèrsia per la seva representació de la sexualitat no normativa. Aquesta temàtica va ser especialment criticada per sectors conservadors. Perry, en resposta a especulacions sobre una possible reacció negativa dels seus pares, va assegurar que es tractava només de rumors i que comptava amb el seu suport.
La cançó és considerada parcialment autobiogràfica. Perry va reconèixer que havia viscut una experiència similar a la descrita a la lletra, i va afirmar que, en expressar-la, donava veu a sentiments que altres persones podrien haver tingut però no havien expressat. L'artista va considerar aquest tema arriscat, ja que era el seu primer senzill i videoclip, i el va vincular amb una part d’ella més juganera i descarada.
Amb el temps, la cançó ha estat criticada per la seva simplificació de la identitat queer i per utilitzar-la com a element de morbositat o entreteniment. Anys més tard, Perry va declarar que, si hagués d'escriure la cançó de nou, faria alguns canvis en la lletra, reconeixent que el contingut inclou estereotips que ella ja no comparteix. Aquestes reflexions s'emmarquen dins d'una tendència cultural més ampla, on molts artistes han revisat el seu treball per ajustar-lo a sensibilitats canviants.
Malgrat les crítiques, «I kissed a Girl» no va ser pensada com una obra ideològica profunda, sinó com una cançó pop orientada a un públic massiu. Amb el temps, alguns la veuen com un reflex de les contradiccions culturals de l'època i una mostra dels límits de la representació comercial de la diversitat sexual.
El gran èxit de la cançó va contribuir a consolidar la carrera de Perry com a estrella emergent del pop, obrint-li la porta a reconeixements com la consideració per una possible nominació als Premis Grammy com a millor artista nova. La seva imatge en aquell moment combinava provocació amb un estil visual marcat per l'humor i l'expressivitat. Perry va afirmar que sempre havia prioritzat la música, tot i reconèixer que la cançó li havia donat una visibilitat destacada.
Amb «I kissed a Girl», Perry va començar una nova etapa artística, allunyant-se de la música cristiana que feia sota el nom de Katy Hudson i adoptant un estil pop més arriscat i transgressor. La cançó es va convertir en un dels temes més emblemàtics del seu repertori. Amb aquesta peça, Perry va presentar una imatge més desinhibida, orientada al públic adolescent, amb una actitud juganera que, tot i coquetejar amb la transgressió, mantenia una fórmula accessible.
En els seus concerts, la cançó ha estat un moment de diversió i complicitat, amb coreografies que impliquen el contacte entre noies en mans de les ballarines, mentre que l'escenografia i el vestuari de l'artista creaven una atmosfera festiva i acolorida. Elements com escuma, confeti i referències visuals a caramels i joguines ajudaven a dirigir-se a un públic juvenil, amb un clar enfocament d'entreteniment visual.